# 1883 en Italie
Chronologie de l'Italie
- 1879
- 1880
- 1881
- 1882
- 1883
- 1884
- 1885
- 1886
- 1887

## Événements
- 1er janvier : mise en vigueur du code commercial italien, approuvé par la loi du 2 avril 1882 et promulgué par décret royal le 31 octobre 1882[1].
- 25 mai : remaniement du gouvernement Depretis[2]. Le gouvernement décide de contrer l’essor du mouvement socialiste en instituant une Caisse nationale pour les accidents du travail à laquelle les salariés peuvent adhérer volontairement.
- 20 juin : Leone Wollemborg (it) fonde la cassa di prestiti de Loreggia, la première banque coopérative rurale d'Italie de type Raiffeisen[3].
- 28 juin : l'ingénieur Giuseppe Colombo inaugure à Milan la première centrale électrique d'Europe continentale[4].

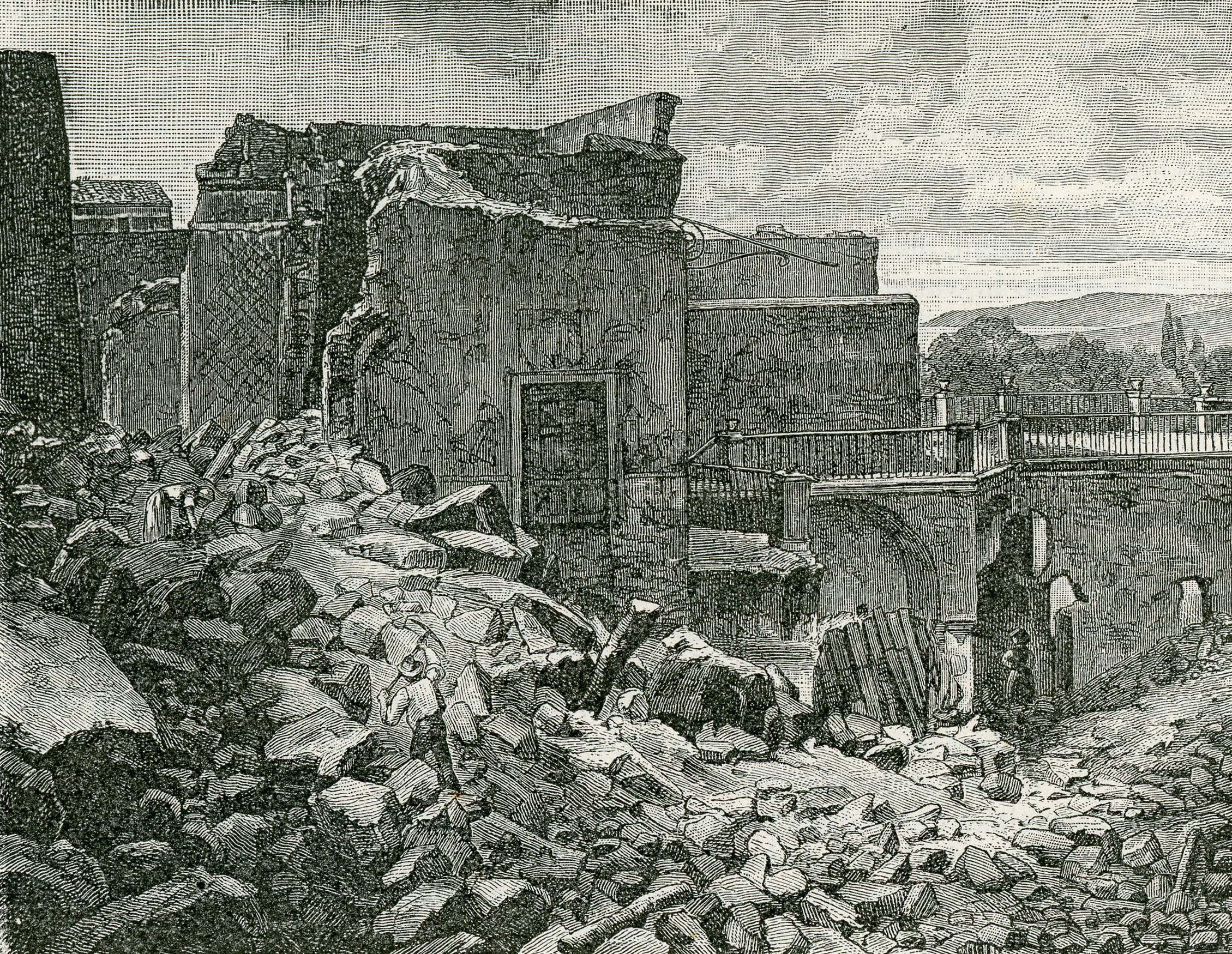
Un quartier de la ville de Casamicciola après le tremblement de terre.

- 28 juillet : un violent tremblement de terre à Ischia détruit les villes de Casamicciola Terme, Lacco et Forio, faisant 2 313 morts et 762 blessés[5].
- 26 décembre : éclairage électrique du théâtre de la Scala à Milan pour l'opéra La Gioconda d'Amilcare Ponchielli[6].

## Culture

### Livres parus en 1883
- Février : Histoire de Pinocchio, de Carlo Collodi.

## Naissances en 1883
- 14 mars : Enrico Valtorta, prélat italien, vicaire apostolique, puis évêque de Hong Kong. († 3 septembre 1951)
- 16 mars : Ersilio Ambrogi, avocat, homme politique, membre du Parti communiste italien dès sa fondation. († 11 avril 1964)
- 29 juillet : Benito Mussolini, journaliste, idéologue et homme d'État, Président du Conseil de 1922 à 1943. († 28 avril 1945)
- 19 décembre : Guido Gozzano, poète du début du XXe siècle, chef de file de la poésie dite « crépusculaire », auteur de L'amica di nonna Speranza, considéré comme le premier chef-d'œuvre de la poésie italienne contemporaine. († 9 août 1916)

## Décès en 1883
- 5 janvier : Carlo Raimondi, 73 ans, peintre et graveur romantique, actif principalement à Parme. (° 24 décembre 1809)
- 19 octobre : Enrico Gamba, 52 ans, peintre de scènes de genre, et portraitiste. (° 3 janvier 1831).
- 20 novembre : Emanuele Krakamp, 70 ans, compositeur et flûtiste. (° 13 février 1813)

- 11 décembre : Giovanni Matteo de Candia dit Mario, chanteur d'opéra. (° 17 octobre 1810)
- 26 décembre : Giacomo Di Chirico, 39 ans, peintre italien de l'école napolitaine du XIXe siècle. (° 27 janvier 1844)